# GSC1866-981
GSC1866-981 — хімічно пекулярна зоря спектрального класу A5, що має видиму зоряну величину в смузі V приблизно  0,0.